# Municipio de Little Texas (condado de Scott)
El municipio de Little Texas (en inglés: Little Texas Township) es un municipio ubicado en el condado de Scott en el estado estadounidense de Arkansas. En el año 2010 tenía una población de 16 habitantes y una densidad poblacional de 0,26 personas por km².

## Geografía
El municipio de Little Texas se encuentra ubicado en las coordenadas 34°47′57″N 93°44′2″O / 34.79917, -93.73389. Según la Oficina del Censo de los Estados Unidos, el municipio tiene una superficie total de 61.52 km², de la cual 61,29 km² corresponden a tierra firme y (0,37 %) 0,23 km² es agua.

## Demografía
Según el censo de 2010, había 16 personas residiendo en el municipio de Little Texas. La densidad de población era de 0,26 hab./km². De los 16 habitantes, el municipio de Little Texas estaba compuesto por el 87,5 % blancos, el 6,25 % eran asiáticos y el 6,25 % eran de una mezcla de razas. Del total de la población el 6,25 % eran hispanos o latinos de cualquier raza.